# Van Morrison

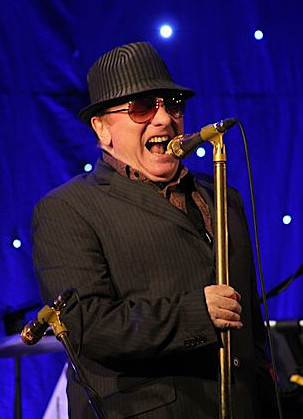
Van Morrison in Newcastle (2015)

Sir Van Morrison, OBE (* 31. August 1945 in Belfast; eigentlich George Ivan Morrison) ist ein nordirischer Musiker, Sänger und Komponist.

## Leben und Karriere
George Ivan Morrison wurde 1945 in East Belfast in eine Familie von Freidenkern geboren. Sein Vater war Atheist; er besaß eine umfangreiche Plattensammlung amerikanischer Country- und Bluesmusik, darunter Leadbelly, Jimmie Rodgers, Hank Williams, Gene Autry, Sister Rosetta Tharpe, Mahalia Jackson, Howlin’ Wolf, Muddy Waters, John Lee Hooker und Ray Charles.
Als Zwölfjähriger gründete Morrison 1957 seine erste Band, The Sputniks, in der er sang sowie Gitarre und Mundharmonika spielte. Von dort wechselte er zur Bluesband Midnight Special, danach zur Rock-’n’-Roll-Band Thunderbolts. Schließlich landete er bei den Monarchs, einer professionellen, neunköpfigen Showband, die bei Veranstaltungen auftrat und Anfang der 1960er Jahre auch durch Deutschland tourte, wo sie vor GIs auftraten.

### Die 1960er Jahre
Im Jahre 1964 wurde Van Morrison Frontmann der Rockband Them, die eine Reihe von Hits hatte, unter anderem Gloria, Here Comes the Night und It’s All Over Now, Baby Blue, die Coverversion eines Bob-Dylan-Songs. Nachdem er bei Them ausgeschieden war, bot ihm der Musikproduzent Bert Berns aus New York einen Vertrag für eine Solokarriere an. Mit Studiomusikern nahm Morrison 1967 ein Album auf, das mit Brown Eyed Girl einen Hit enthielt. Aufgrund schwerer Konflikte mit Berns und dessen Tod an einem Herzinfarkt, sah sich Morrison gezwungen, die Plattenfirma zu wechseln. Im Zuge der Auseinandersetzungen mit dessen Witwe musste er weitere Songs für Bang einspielen, die erst 2017 offiziell veröffentlicht wurden und als The Revenge Album bekannt wurden. Noch 25 Jahre später klagte er über die „Haie“ im Musikgeschäft. Bis zu dem 2005 erschienenen Album Magic Time kochte dieses Thema in vielen seiner Songs immer wieder hoch.
Innerhalb von nur drei Tagen nahm Morrison 1968 mit Jazzmusikern das stilistisch ungewöhnliche Album Astral Weeks auf. Es entstand eine bis dahin kaum gehörte Fusion von Folk, Blues und Jazz. Das Album verkaufte sich eher mäßig, gilt aber heute vielen als sein bestes Album und wird regelmäßig von Kritikern als eines der besten Alben überhaupt bezeichnet. So erreichte es Platz 19 in der Auswahl der 500 besten Alben aller Zeiten des Rolling Stone, die britische Musikzeitschrift Mojo führte es 1995 auf Platz 2 der 100 besten Alben und das Magazin Uncut auf Platz 3 der 200 besten Alben.
Das darauf folgende Album Moondance enthält mit dem Titelsong einen von Van Morrisons Klassikern. Über drei Jahrzehnte hinweg hat er diesen Song in zahlreichen Konzerten gespielt und immer wieder neu arrangiert.
Im Jahre 1967 heiratete er die Schauspielerin und das Ex-Model Janet Planet (bekannt als Janet Rigsbee, heute Janet Morrison Minto), mit der er zusammen eine 1970 geborene Tochter hat, die später ebenfalls Sängerin/Songwriterin wurde. 1973 wurde die Ehe geschieden.

### Die 1970er Jahre
Van Morrison konnte mit Domino vom Album His Band and the Street Choir mittlere Hitparadenplätze verbuchen. Inzwischen hatte er sich mit seiner Familie in Woodstock, New York, angesiedelt – angeblich, um Bob Dylan nahe zu sein, der jedoch Distanz zu Morrison hielt. Die ländliche Atmosphäre schlug sich im Country-orientierten Album Tupelo Honey nieder. Auf Hard Nose the Highway setzte Morrison erstmals eine Rockgruppe mit Streicherbegleitung ein, das Caledonia Soul Orchestra, das 1973 eine erfolgreiche Tournee durch die USA und Europa absolvierte. Ein Konzert aus dem Londoner Rainbow Theatre wurde zum ersten Mal in der Rockgeschichte simultan in Fernsehen und Radio übertragen; Teile davon finden sich auf dem Konzertalbum It’s Too Late to Stop Now. Dabei wurden nur minimale Eingriffe vorgenommen – und nicht im Studio nachgebessert oder verändert, wie es bei vielen anderen Künstlern üblich ist.
Nach längerem Aufenthalt in den USA kehrte Van Morrison nach Irland zurück, was sich auf der Platte Veedon Fleece von 1974 bemerkbar machte. Auf ihr dominiert eine keltisch-irische Stimmung.
Van Morrison fühlte sich ausgebrannt und legte eine dreijährige Pause ein, die nur von wenigen Auftritten unterbrochen war. So beteiligte er sich 1976 am Abschiedskonzert von The Band im Winterland Ballroom San Francisco mit einem Auftritt, der im Konzertfilm The Last Waltz festgehalten wurde. Dort kam er in Kontakt mit Dr. John alias Mac Rebennack und nahm mit ihm die Platte A Period of Transition auf, die jedoch auf wenig Resonanz stieß. Auch das nächste Werk, Wavelength, wurde von der Kritik sehr ambivalent beurteilt. Der Titel Kingdom Hall auf diesem Album verweist auf die Zugehörigkeit seiner Mutter zu den Zeugen Jehovas, deren Versammlungssäle „Königreichssaal“ genannt werden. Zum Ende des Jahrzehnts erschien Into the Music, wieder geprägt von einer irischen Grundstimmung. Die beiden Songs Bright Side of the Road und Full Force Gale eröffneten mit ihren religiösen Texten die Phase des christlichen Spiritualismus, die Morrison über ein Jahrzehnt lang beschäftigen sollte.

### Die 1980er Jahre
Den großen Erfolg von Into the Music konnte Morrison mit dem experimentelleren Album Common One nicht wiederholen. Ursprünglich waren die beiden Alben als Doppelalbum geplant gewesen.
Mit Beautiful Vision knüpfte Morrison erneut an seine frühen Werke an und wurde von der Kritik allgemein gelobt. Die Songs Vanlose Stairway, Northern Muse (Solid Ground) und Cleaning Windows daraus gehörten in den folgenden Jahrzehnten zu den meistgespielten Stücken in seinen Konzerten. Ein Auftritt in der Grugahalle in Essen am 4. April 1982 – Rockpalast Nacht, von der ARD europaweit im Fernsehen übertragen – steigerte Van Morrisons Bekanntheitsgrad in Europa.
Die Stimmung von Beautiful Vision nahm Morrison auf der Platte Inarticulate Speech of the Heart wieder auf. Sie war dem Begründer der Scientology-Sekte, L. Ron Hubbard, gewidmet. Verhaltener präsentierte sich A Sense of Wonder. Dieses Album war wieder mehr irisch-keltisch orientiert. So enthält es zwei Stücke, die von der Folkrockband Moving Hearts gespielt werden. Daneben enthält die Platte mit Let the Slave einen Song, in dem Van Morrison das Gedicht The Price of Experience von William Blake rezitierte. Darauf folgte das Album No Guru, No Method, No Teacher. Nach dessen Erscheinen trat Morrison mit Big Bands auf, so mit der Denmark Radio Big Band, der BBC Big Band und schließlich auf dem Montreux Jazz Festival 1989 mit dem Dallas Jazz Orchestra. Einige dieser Konzerte fanden ein sehr positives Echo, während bei anderen die eher statischen Arrangements bemängelt wurden.
Nach der Platte Poetic Champions Compose folgte 1988 eine erfolgreiche Kooperation mit der irischen Folkband The Chieftains, mit denen Van Morrison eine Fernsehshow aufgezeichnet hatte. Zusammen beschlossen sie, ein Album mit irischen Traditionals aufzunehmen (Irish Heartbeat, auf der zwei Morrison-Kompositionen in einem traditionellen Arrangement zu hören sind) und auf Tournee zu gehen. Gegen Ende einer Konzertreise durch Europa kam es jedoch zu derart starken Spannungen zwischen den Musikern, dass das Projekt aufgegeben wurde. Sie blieben jedoch in Kontakt, wie weitere vereinzelte Aufnahmen mit den Chieftains belegen.
1989 legte Van Morrison mit Avalon Sunset ein Album vor, auf dem christlich inspirierte Songs in meditativ-ruhiger Stimmung, teilweise mit Orchesterarrangements von Fiachra Trench, enthalten sind. Das Duett Whenever God Shines His Light On Me mit Cliff Richard konnte sich in Großbritannien in den Charts platzieren.

### Die 1990er Jahre
Einer seiner Auftritte wurde im Juli 1990 beim Montreux Jazz Festival vom Schweizer Radio DRS ausgestrahlt. Morrison bot einen Querschnitt seiner künstlerischen Entwicklung seit den 1960er Jahren und arrangierte seine Songs neu. Zur gleichen Zeit nahm er zusammen mit vielen Musikerkollegen an einem musikalischen Großereignis teil, das Roger Waters, der ehemalige musikalische Kopf von Pink Floyd, auf dem Potsdamer Platz in Berlin organisierte: eine Aufführung von The Wall in Anspielung auf den Fall der Berliner Mauer.
Es folgten von der Kritik unterschiedlich bewertete Arbeiten. Auf dem Album Too Long in Exile (1993) wandte er sich dem Blues zu und spielte eine seiner bekanntesten Kompositionen, Gloria von 1964, zusammen mit seinem Idol John Lee Hooker neu ein.
Van Morrison engagierte den jungen Sänger Brian Kennedy für Plattenaufnahmen und Tourneen und ließ ihn seine Songs auf der Bühne singen – angeblich weil sich Morrison zu der Zeit ausgelaugt fühlte. Das in Großbritannien erfolgreiche Album Days Like This, dessen Titelsong zur Hymne der irischen Friedensbewegung erklärt wurde, war von einer überaus düsteren Stimmung getragen, die ganz im Gegensatz zu der viel beachteten Liaison mit dem Model Michelle Rocca stand. Seine Konzerte verstand Morrison in dieser Zeit als „Jazz and Soul Revue“; er führte mit großer Besetzung teils sehr lange Songs und Medleys auf. Die Konzerte konnten bis zu zweieinhalb Stunden dauern.
Van Morrison besann sich stärker auf seine Wurzeln. How Long Has This Been Going On enthielt Jazzstandards, Tell Me Something war den Werken des Jazzkomponisten Mose Allison gewidmet, auf der Liveplatte The Skiffle Sessions musizierte Van Morrison mit Lonnie Donegan und bot mit Skiffle die Musik dar, die viele britische Musiker der 1960er Jahre beeinflusst hatte. Schließlich nahm Morrison eine Duett-Platte mit der Countrysängerin Linda Gail Lewis, der Schwester von Jerry Lee Lewis, auf: You Win Again mit Standards der Country-Musik. Im Zuge der gemeinsamen Arbeit und Auftritte behauptete die Sängerin, dass Van Morrison sie gedrängt habe, sich von ihrem (achten) Ehemann scheiden zu lassen. Außerdem habe er sie sexuell bedrängt. Fünf der dreizehn Anklagepunkte wurden schließlich vor Gericht untersucht und Morrison nach zwei Jahren freigesprochen. Für ihn galt die Angelegenheit nach einer umfassenden Entschuldigung Linda Gails als erledigt.
In den 1990er Jahren erhielt Van Morrison viele Ehrungen. Unter anderem wurde er 1993 in die Rock and Roll Hall of Fame aufgenommen – zu dem Anlass erschien er nicht.

### Seit 2000

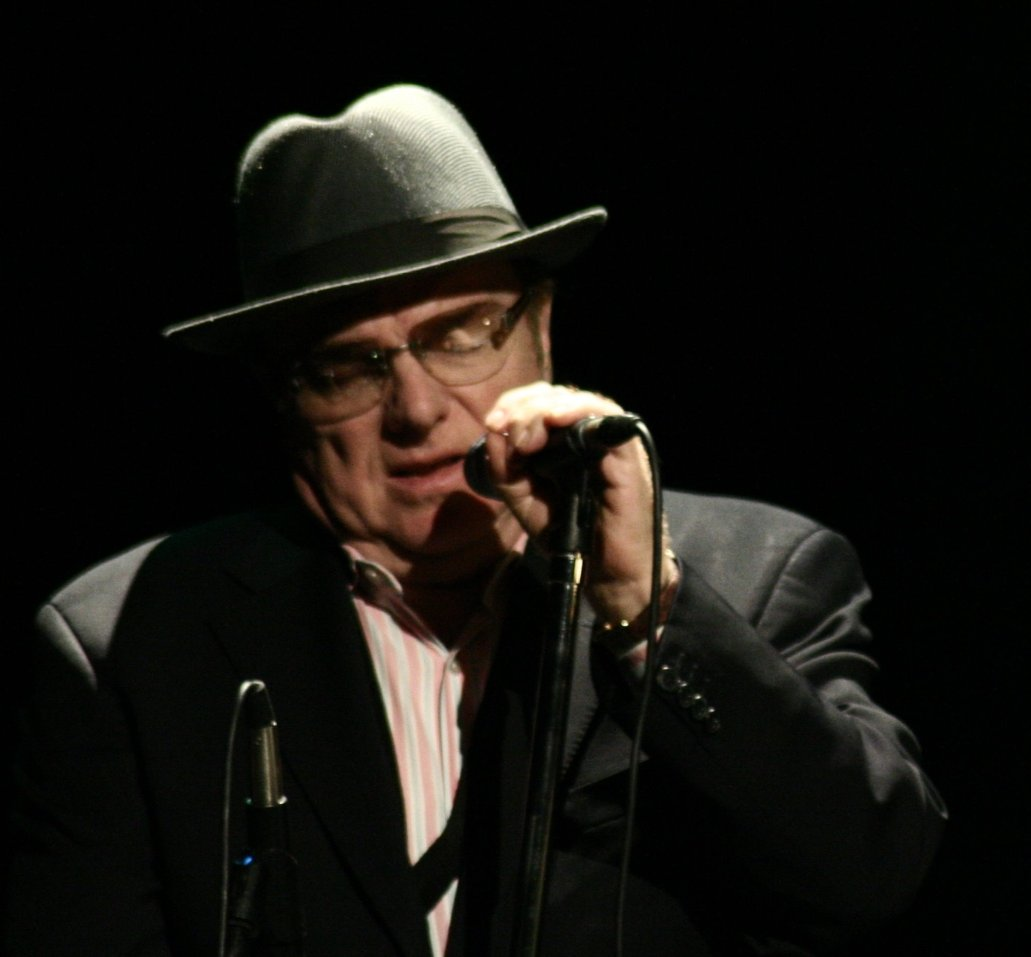
Van Morrison (2007)

Nicht nur die von der Country-Musik beeinflusste Platte You Win Again löste bei Fans und Kritikern Kontroversen aus, sondern auch die beiden folgenden Alben Down The Road und What’s Wrong With This Picture.
Das eher ruhige Album Magic Time konnte sich 2005 sofort in den Charts platzieren. 2006 wandte sich Van Morrison auf seinem Album Pay the Devil erneut der Country-Musik zu und trat zum ersten Mal im Ryman Auditorium in Nashville auf. Im März 2008 erschien das Album Keep it Simple. Am 7./8. November 2008 erfolgte eine Live-Einspielung des 1968er-Albums Astral Weeks in der Hollywood Bowl in Los Angeles. Ende 2012 erschien das Album Born to Sing: No Plan B. Im März 2015 veröffentlichte Van Morrison eine Werkschau in Duettform – sein Album Duets: Re-Working the Catalogue mit Künstlern wie Taj Mahal, P. J. Proby, George Benson, Clare Teal oder Mavis Staples sowie alten Weggefährten wie Chris Farlowe, Mark Knopfler und Georgie Fame.
Am 12. Juni 2015 wurde Morrison von Elisabeth II. in den Adelsstand erhoben und ist seitdem berechtigt, den Namensvorsatz Sir zu führen.
Im Herbst 2020 sorgte Van Morrison mit den Liedern Born to Be Free, No More Lockdown und As I Walked Out, mit denen er gegen die Maßnahmen zur Bekämpfung der COVID-19-Pandemie der britischen Regierung protestierte, für mediale Aufmerksamkeit.

## Diskografie
Studioalben

| Jahr | Titel                            | Höchstplatzierung, Gesamtwochen, AuszeichnungChartplatzierungen (Jahr, Titel, Platzierungen, Wochen, Auszeichnungen, Anmerkungen) | Höchstplatzierung, Gesamtwochen, AuszeichnungChartplatzierungen (Jahr, Titel, Platzierungen, Wochen, Auszeichnungen, Anmerkungen) | Höchstplatzierung, Gesamtwochen, AuszeichnungChartplatzierungen (Jahr, Titel, Platzierungen, Wochen, Auszeichnungen, Anmerkungen) | Höchstplatzierung, Gesamtwochen, AuszeichnungChartplatzierungen (Jahr, Titel, Platzierungen, Wochen, Auszeichnungen, Anmerkungen) | Höchstplatzierung, Gesamtwochen, AuszeichnungChartplatzierungen (Jahr, Titel, Platzierungen, Wochen, Auszeichnungen, Anmerkungen) | Anmerkungen                                           |
| Jahr | Titel                            | DE | AT | CH | UK | US | Anmerkungen                                           |
| ---- | -------------------------------- | --- | --- | --- | --- | --- | ----------------------------------------------------- |
| 1967 | Blowin’ Your Mind!               | — | — | — | — | US182 (7 Wo.)US | Erstveröffentlichung: September 1967                  |
| 1968 | Astral Weeks                     | — | — | — | UK55 Platin · (1 Wo.)UK | US— GoldUS | Erstveröffentlichung: 29. November 1968               |
| 1970 | Moondance                        | DE56 (1 Wo.)DE | — | — | UK32 Platin · (3 Wo.)UK | US29 ×3Dreifachplatin · (23 Wo.)US                                                                                                | Erstveröffentlichung: 27. Januar 1970                 |
| 1970 | His Band and the Street Choir    | — | — | — | UK18 (6 Wo.)UK | US32 (17 Wo.)US | Erstveröffentlichung: 15. November 1970               |
| 1971 | Tupelo Honey                     | — | — | — | — | US27 Gold · (24 Wo.)US | Erstveröffentlichung: 15. Oktober 1971                |
| 1972 | Saint Dominic’s Preview          | — | — | — | — | US15 (28 Wo.)US | Erstveröffentlichung: Juli 1972                       |
| 1973 | Hard Nose the Highway            | — | — | — | UK22 (3 Wo.)UK | US27 (19 Wo.)US | Erstveröffentlichung: August 1973                     |
| 1974 | Veedon Fleece                    | — | — | — | UK41 Silber · (1 Wo.)UK | US53 (10 Wo.)US | Erstveröffentlichung: 5. Oktober 1974                 |
| 1977 | A Period of Transition           | — | — | — | UK23 (5 Wo.)UK | US43 (11 Wo.)US | Erstveröffentlichung: April 1977                      |
| 1978 | Wavelength                       | — | — | — | UK27 Silber · (6 Wo.)UK | US28 (23 Wo.)US | Erstveröffentlichung: September 1978                  |
| 1979 | Into the Music                   | — | — | — | UK21 Silber · (9 Wo.)UK | US43 (13 Wo.)US | Erstveröffentlichung: August 1979                     |
| 1980 | Common One                       | — | — | — | UK53 (3 Wo.)UK | US73 (10 Wo.)US | Erstveröffentlichung: August 1980                     |
| 1982 | Beautiful Vision                 | — | — | — | UK31 (14 Wo.)UK | US44 (11 Wo.)US | Erstveröffentlichung: 16. Februar 1982                |
| 1983 | Inarticulate Speech of the Heart | — | — | — | UK24 (8 Wo.)UK | US116 (8 Wo.)US | Erstveröffentlichung: März 1983                       |
| 1985 | A Sense of Wonder                | DE53 (3 Wo.)DE | — | CH30 (1 Wo.)CH | UK25 (5 Wo.)UK | US61 (17 Wo.)US | Erstveröffentlichung: Januar 1985                     |
| 1986 | No Guru, No Method, No Teacher   | DE46 (4 Wo.)DE | — | — | UK27 (5 Wo.)UK | US70 (13 Wo.)US | Erstveröffentlichung: Juli 1986                       |
| 1987 | Poetic Champions Compose         | DE53 (2 Wo.)DE | — | — | UK26 (6 Wo.)UK | US90 (22 Wo.)US | Erstveröffentlichung: September 1987                  |
| 1989 | Avalon Sunset                    | DE35 (12 Wo.)DE | — | — | UK13 Gold · (14 Wo.)UK | US91 Gold · (39 Wo.)US | Erstveröffentlichung: 19. Mai 1989                    |
| 1990 | Enlightenment                    | DE43 (9 Wo.)DE | — | — | UK5 Gold · (14 Wo.)UK | US62 (25 Wo.)US | Erstveröffentlichung: Oktober 1990                    |
| 1991 | Hymns to the Silence             | DE27 (10 Wo.)DE | — | CH34 (3 Wo.)CH | UK5 Silber · (6 Wo.)UK | US99 Gold · (17 Wo.)US | Erstveröffentlichung: September 1991                  |
| 1993 | Too Long in Exile                | DE47 (9 Wo.)DE | — | CH17 (6 Wo.)CH | UK4 Silber · (9 Wo.)UK | US29 (16 Wo.)US | Erstveröffentlichung: 8. Juni 1993                    |
| 1995 | Days Like This                   | DE49 (9 Wo.)DE | AT49 (1 Wo.)AT | CH39 (4 Wo.)CH | UK5 Gold · (19 Wo.)UK | US33 Gold · (16 Wo.)US | Erstveröffentlichung: 5. Juni 1995                    |
| 1997 | The Healing Game                 | DE12 (11 Wo.)DE | AT18 (1 Wo.)AT | CH43 (4 Wo.)CH | UK10 Silber · (8 Wo.)UK | US32 (16 Wo.)US | Erstveröffentlichung: 4. März 1997                    |
| 1999 | Back on Top                      | DE20 (11 Wo.)DE | AT28 (8 Wo.)AT | CH42 (3 Wo.)CH | UK11 Gold · (16 Wo.)UK | US28 Gold · (20 Wo.)US | Erstveröffentlichung: 9. März 1999                    |
| 2002 | Down the Road                    | DE10 (11 Wo.)DE | AT5 (13 Wo.)AT | CH36 (6 Wo.)CH | UK6 Silber · (6 Wo.)UK | US25 (12 Wo.)US | Erstveröffentlichung: 14. Mai 2002                    |
| 2003 | What’s Wrong with This Picture?  | DE13 (6 Wo.)DE | AT29 (3 Wo.)AT | CH65 (2 Wo.)CH | UK43 (3 Wo.)UK | US32 (10 Wo.)US | Erstveröffentlichung: 21. Oktober 2003                |
| 2005 | Magic Time                       | DE12 (7 Wo.)DE | AT21 (5 Wo.)AT | CH45 (3 Wo.)CH | UK3 Gold · (8 Wo.)UK | US25 (13 Wo.)US | Erstveröffentlichung: 17. Mai 2005                    |
| 2006 | Pay the Devil                    | DE21 (4 Wo.)DE | AT31 (2 Wo.)AT | CH55 (2 Wo.)CH | UK8 Silber · (6 Wo.)UK | US26 (12 Wo.)US | Erstveröffentlichung: 6. März 2006                    |
| 2008 | Keep It Simple                   | DE12 (7 Wo.)DE | AT26 (3 Wo.)AT | CH55 (2 Wo.)CH | UK10 (7 Wo.)UK | US10 (10 Wo.)US | Erstveröffentlichung: 17. März 2008                   |
| 2012 | Born to Sing: No Plan B          | DE15 (4 Wo.)DE | AT10 (6 Wo.)AT | CH33 (4 Wo.)CH | UK15 (3 Wo.)UK | US10 (7 Wo.)US | Erstveröffentlichung: 2. Oktober 2012                 |
| 2015 | Duets: Re-working the Catalogue  | DE11 (8 Wo.)DE | AT12 (8 Wo.)AT | CH14 (5 Wo.)CH | UK5 Silber · (12 Wo.)UK | US23 (4 Wo.)US | Erstveröffentlichung: 13. März 2015                   |
| 2016 | Keep Me Singing                  | DE6 (6 Wo.)DE | AT4 (5 Wo.)AT | CH12 (5 Wo.)CH | UK4 (12 Wo.)UK | US9 (3 Wo.)US | Erstveröffentlichung: 30. September 2016              |
| 2017 | The Revenge Album 67             | — | — | — | — | — | Erstveröffentlichung: 28. April 2017 aufgenommen 2017 |
| 2017 | Roll with the Punches            | DE5 (5 Wo.)DE | AT9 (5 Wo.)AT | CH9 (5 Wo.)CH | UK4 (6 Wo.)UK | US23 (2 Wo.)US | Erstveröffentlichung: 22. September 2017              |
| 2017 | Versatile                        | DE35 (2 Wo.)DE | AT26 (3 Wo.)AT | CH80 (1 Wo.)CH | UK38 (2 Wo.)UK | US119 (1 Wo.)US | Erstveröffentlichung: 1. Dezember 2017                |
| 2018 | The Prophet Speaks               | DE22 (3 Wo.)DE | AT23 (2 Wo.)AT | CH34 (2 Wo.)CH | UK40 (2 Wo.)UK | US110 (1 Wo.)US | Erstveröffentlichung: 7. Dezember 2018                |
| 2019 | Three Chords & the Truth         | DE11 (7 Wo.)DE | AT8 (3 Wo.)AT | CH15 (6 Wo.)CH | UK13 (3 Wo.)UK | US57 (1 Wo.)US | Erstveröffentlichung: 25. Oktober 2019                |
| 2021 | Latest Record Project, Volume 1  | DE3 (4 Wo.)DE | AT4 (3 Wo.)AT | CH6 (2 Wo.)CH | UK5 (2 Wo.)UK | US182 (1 Wo.)US | Erstveröffentlichung: 7. Mai 2021                     |
| 2022 | What’s It Gonna Take?            | DE8 (3 Wo.)DE | AT9 (2 Wo.)AT | CH7 (4 Wo.)CH | UK62 (1 Wo.)UK | — | Erstveröffentlichung: 20. Mai 2022                    |
| 2023 | Moving on Skiffle                | DE11 (2 Wo.)DE | AT5 (3 Wo.)AT | CH18 (2 Wo.)CH | UK16 (1 Wo.)UK | — | Erstveröffentlichung: 10. März 2023                   |
| 2023 | Accentuate the Positive          | DE21 (1 Wo.)DE | AT11 (1 Wo.)AT | CH22 (2 Wo.)CH | UK39 (1 Wo.)UK | — | Erstveröffentlichung: 3. November 2023                |

grau schraffiert: keine Chartdaten aus diesem Jahr verfügbar

## Auszeichnungen

### Grammy

#### Grammy Award
- 1996 Grammy Best Pop Collaboration with Vocals für Have I Told You Lately That I Love You? mit The Chieftains
- 1998 Grammy Best Pop Collaboration with Vocals für Don’t Look Back mit John Lee Hooker

#### Nominierungen
- 1983 Nominierung Grammy Best Rock Instrumental Performance für Scandinavia
- 1989 Nominierung Grammy Best Traditional Folk Recording für Irish Heartbeat mit The Chieftains
- 1995 Nominierung Grammy Best Rock Vocal Performance – Male für In the Garden/You Send Me/Allegheny
- 1999 Nominierung Grammy Best Pop Collaboration with Vocals für Shenandoah mit The Chieftains
- 2005 Nominierung Grammy Best Contemporary Blues Album for What’s Wrong with This Picture?

### Sonstige
- 1993: Aufnahme in die Rock´n´Roll-Hall of Fame
- 1994: Brit Awards Outstanding Contribution
- 1999: Astral Weeks, Moondance, Gloria Grammy Hall of Fame
- 2003: Aufnahme in die Songwriters Hall of Fame
- 2007: Brown Eyed Girl Grammy Hall of Fame
- 2022: Oscar-Nominierung als Bester Song (Down to Joy)
- 2022: Golden-Globe-Awards-Nominierung als Bester Filmsong (Down to Joy)
- Der Rolling Stone listete Van Morrison im Jahr 2010 auf Rang 42 der 100 größten Musiker sowie auf Rang 24 der 100 größten Sänger und auf Rang 22 der 100 größten Songwriter aller Zeiten.[6][7][8]